# 2017年莫科阿土石流
2017年莫科阿土石流發生於當地時間2017年4月1日凌晨，位於哥倫比亞普图马约省莫科阿的暴洪及山崩，當日的強降雨為發生原因，造成至少311人死亡，超過400人受傷，另有178人失蹤。此次事件的罹難人數居哥倫比亞史上天氣相關災難第三位，亦為莫科阿史上最嚴重的災害。